# Michelle Krusiec
Michelle Krusiec est une actrice américaine, née le 2 octobre 1974 à Taïwan.

## Biographie
Née à Taïwan, Michelle Krusiec est adoptée à l'âge de 5 ans et élevée à Fallon dans le Nevada, aux États-Unis.
Elle fut remarquée pour son rôle de chirurgienne lesbienne dans le film Saving Face (2004), où elle donne la réplique à Joan Chen.

## Filmographie

### Cinéma
- 1995 : Nixon d'Oliver Stone : Étudiant #2
- 2000 : For the Cause : Layton
- 2001 : À la poursuite du bonheur (Pursuit of Happiness) : Miko
- 2002 : Tomato and Eggs : Evelyn Wang
- 2002 : Pumpkin : Anne Chung
- 2002 : Fashion victime (Sweet Home Alabama) : Pan
- 2003 : École paternelle (Daddy Day Care) : professeur d'anglais
- 2003 : Dumb and Dumberer : Quand Harry rencontra Lloyd (Dumb and Dumberer: When Harry Met Lloyd) : Ching Chong
- 2003 : Un duplex pour trois (Duplex) : Dr. Kang
- 2004 : Best Actress : Darla Hennings
- 2004 : Saving Face : Wil
- 2005 : Cursed : Nosebleed Co-worker
- 2007 : Live ! : Dylan
- 2007 : Far North : Anja
- 2008 : Jackpot (What Happens in Vegas) : Chong
- 2008 : Henry Poole (Henry Poole Is Here) : jeune infirmière
- 2012 : Knife Fight de Bill Guttentag : Shannon Haung
- 2012 : Nice Girls Crew
- 2013 : Four of Hearts
- 2015 : The Invitation de Karyn Kusama : Gina

### Télévision
- 1992 : CBS Schoolbreak Special : Lisa
- 1996 : Travelers : Host
- 1998 : Star Trek : Deep Space Nine : Molly O'Brien adolescente
- 2000 : Providence : Dong-Lu
- 2000 : Popular : Exquisite Woo
- 2001 : One World : Sui Blake
- 2001 : Special Unit 2 : Parasite
- 2001 : Le Journal intime d'un homme marié (The Mind of the Married Man) : Sachiko
- 2002 : Titus : Nancy
- 2002 : Urgences (ER) : Tong-Ye
- 2003 : Monk : Maria
- 2004 : La Vie avant tout : Chen-Ling Fong
- 2004 : Cold Case : Affaires classées (Cold Case) : Kara Dhiet 2004
- 2005 : FBI : Portés disparus (Without a Trace) : Ariel / Hostess
- 2005 : Weeds : Tennis Pro
- 2005 : Grey's Anatomy : Anna Chue
- 2005 : NCIS : Enquêtes spéciales (Navy NCIS: Naval Criminal Investigative Service) : Maya
- 2005 : Snow Wonder : Joey
- 2006 : Standoff : Les Négociateurs : Kim Lau
- 2007 : 2007 AZN Asian Excellence Awards
- 2007 : Dirty Sexy Money : Mei Ling Hwa Darling
- 2011 : La Rivière du crime (The River Murders) : Sung Li
- 2011 : Fringe : Nadine Park
- 2011 : Community: Wu Mei
- 2012 : Touch : Lanny Cheong
- 2014 : Getting On saison 2, 2 épisodes
- 2016 : Hawaii 5-0 - Michelle Shioma saison 6 (3 épisodes) &  saison 7 (2 épisodes)
- 2016 : MacGyver
- 2020 : Hollywood : Anna May Wong (mini-série)

## Distinction
- Golden Horse Film Festival and Awards 2005 : nomination comme meilleure actrice pour son rôle dans Saving Face